# Thomasia dielsii
Thomasia dielsii är en malvaväxtart som beskrevs av Ernst Georg Pritzel. Thomasia dielsii ingår i släktet Thomasia och familjen malvaväxter. Inga underarter finns listade i Catalogue of Life.